# Ряска
Ря́ска (Lemna L.) — рід дрібних квіткових однодольних багаторічних плавучих або занурених у воду рослин з родини ароїдних.
Гідатофіт. В Україні — 4 види. Найпоширеніші: ряска мала (Lemna minor L.) і ряска триборозниста (Lemna trisulca L.), поширені у стоячих водах. Третій вид — ряска горбата (Lemna gibba L.), що має здуті лусочки, зустрічається в нас рідше, ніж два попередні; четвертий вид — ряска дрібна (Lemna minuta Kunth) — інтродукований.
Ряска має значну кількість протеїну і є їжею для водоплавних птахів, а також (змішана з висівками і борошном) — для свиней, гусей і курей.

## Біологічний опис

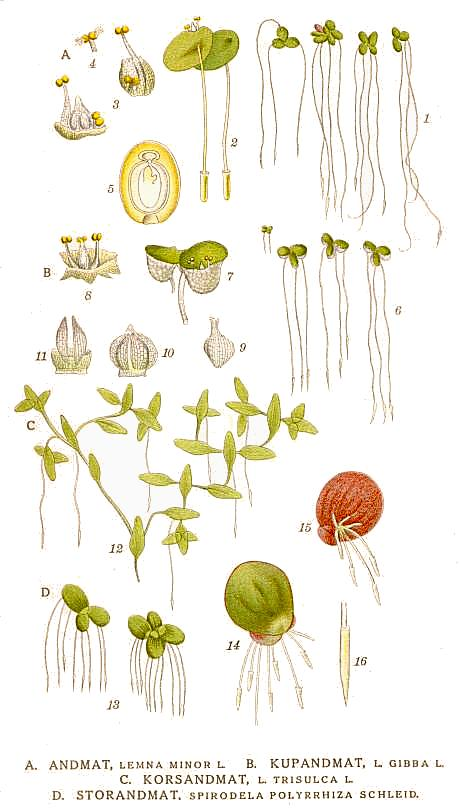
Ряски мала, горбата, трьохдольна і Spirodela polyrrhiza. Ботанічна ілюстрація з книги К. А. М. Ліндмана Bilder ur Nordens Flora, 1917—1926

Представники роду — крихітні водні багаторічні рослини, що плавають зазвичай у великій кількості на поверхні стоячих вод. Лише один вид, ряску тропічну, вважають однорічною рослиною.
Серед квіткових рослин ряски найбільш редуковані: у них немає розчленування на стебло і листя, а все тіло представлене зеленої пластинкою, що несе знизу один корінь, а з боків ззаду бічні такі ж пластинчасті пагони, які сидять в особливих поглибленнях, так званих кишеньках. Пагони розростаються, відокремлюються, і таким чином відбувається розмноження ряски.
Пластинки з однією-п'ятьма (сімома) жилками і з одним або декількома шарами повітряних порожнин, що дозволяють рослинам триматися на воді, містять рафідні клітини, але недостатньо велику кількість пігментних клітин.
Цвітуть вони вкрай рідко. Квітки дрібні, непоказні, одностатеві, з'являються в кишені. Зібрані в дрібні суцвіття, що складаються з двох чоловічих квіток, зведених до двох тичинок, і однієї жіночої квітки, представленої лише маточкою. Суцвіття забезпечено невеликим листовим придатком. Зав'язь одногніздна, з двома-сімома амфітропними, атропними або анатропними зачатками.
Плід — мішечок з крилоподібними виростами і кілем, що дозволяють йому утримуватися на воді. Насіння 0,4-0,9 мм довжиною, з 8-60 поздовжніми ребрами, має товсту шкірку і невеликий білок, найчастіше залишається всередині плоду при дозріванні, при проростанні воно розкривається кришечкою.

## Види
Рід містить 13 видів:
1. Lemna aequinoctialis Welw.
2. Lemna disperma Hegelm.
3. Lemna gibba L.
4. Lemna japonica Landolt
5. Lemna landoltii Halder & Venu
6. Lemna minor L.
7. Lemna minuta Kunth
8. Lemna obscura (Austin) Daubs
9. Lemna perpusilla Torr.
10. Lemna tenera Kurz
11. Lemna trisulca L.
12. Lemna turionifera Landolt
13. Lemna valdiviana Phil.